# 압돈
압돈(히브리어: עַבְדּוֹן 하인)은 판관기에 등장하는 11번째 판관으로, 삼손 전대의 판관이다.

## 생애
압돈은 비라돈 사람 힐렐의 아들이다. 에브라임 지파 사람으로, 마흔 명의 아들과 서른 명의 손자가 있던 것으로 기록되어 있다. 8년간 이스라엘을 다스렸다. 죽은 뒤 아말렉 사람의 산간지방에 있는 에브라임 산지 비라돈에 묻혔다.

## 같이 보기
- 판관 (성경)
- 판관기